# Ninety-Nine Nights
Ninety-Nine Nights (나인티-나인 나이츠 en coréen, ナインティ ナイン ナイツ en japonais) est un jeu vidéo de type musô développé par Q Entertainment et Phantagram, édité par Microsoft Game Studios en 2006 sur Xbox 360. Le jeu a pour suite Ninety-Nine Nights II.

## Personnages jouables
- Inphyy, jeune fille de 17 ans, templier, utilisant une épée large et la magie de l'orbe ;
- Aspharr, grand frère d’Inphyy, templier, se battant avec une lance et la magie de l'orbe ;
- Myifee, combat avec une épée double, un mercenaire au service de la lumière ;
- Tyurru, 12 ans, sorcière diplômée, utilisant l'eau, Bénie par la lumière ;
- Klarrann, un prêtre se battant pour protéger les innocents avec la magie de l'orbe ;
- Dwingvatt, utilisant deux courtes lames fines, un gobelin ennemi ;
- Vigk Vagk, un troll.